# Casus
För det språkvetenskapliga begreppet, se kasus.
Casus (av latinets ord för våda, händelse) är ett begrepp som används framför allt inom skadeståndsrätten. Om någon vållat skada genom en ren olyckshändelse (våda) kan personen ifråga normalt inte åläggas något skadeståndsansvar, enligt huvudregeln om att det krävs antingen uppsåt eller vårdslöshet för att bli skadeståndsansvarig. Jfr dock strikt ansvar.